# توجيه قبل مدرسي

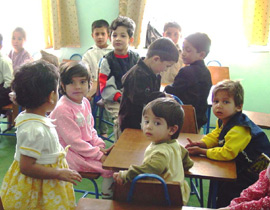

مرحلة ما قبل المدرسة هي مرحلة (3-4-5) سنوات هي فترة تسمى عادة بفترة الحضانة وهي المرحلة الأهم في حياةالطفل لاكتسابه مهارات وأساليب مثل بعض العادات والتقاليد وبعض المهارات. ينمو وعي الطفل بالاستقلالية في مرحلة ما قبل المدرسة، وتتطور لديه العديد من المهارات ويصبح الطفل في هذه المرحلة كثير الأسئلة فهو يريد استكشاف العالم من حولة، وأصبح الطفل في هذه المرحلة أكثر تحرراً وزادت قدرته على النشاط الإيجابي.

## مرحلة ما قبل المدرسة
تعددت مسميات هذه المرحلة «جان بياجيه اعتمد على الاساس المعرفي فعرفت باسم مرحلة ما قبل العمليات» أما كولبرج فسماها «مرحلة المصلحية والفردية تبعاً لأساس نمو الحكم الأخلاقي» أما الاسم المعتمد لهذه المرحلة فعرف بأسم مرحلة ما قبل المدرسة. الملاحظ لطفل هذه المرحلة فإنه يتميز بكم كبير من الطاقة والأصرار على بذل الجهد فمثلاً عند قيام طفل بربط حذائه فأنه يظل يحاول مرة تلو الأخرى إلى أن ينجح بهذا العمل بمفرده، وكلما انجز الطفل عمل ما بدون مساعدة الكبار يتولد لدية شعور بالفخر لما حققه، فهو يشعر بأنه أصبح كالكبار.

## المهارات الحركية
يزداد نضج الجهاز العصبي لطفل هذه المرحلة كما تنمو لديه المهارات الحركية، فهو يستطيع القفز، ويستطيع ركوب الدراجة ذات الثلاث عجلات، ويستطيع التوازن على قدم واحدة لمدة عشر ثواني كما أنه يستطيع ان يحقق توازن بين حركة اليد والعين ويكتسب القدرة على السيطرة على الحركات الدقيقة فالطفل يصبح عليه من السهل نظم الخرز في سلسلة كما أنه يصبح ماهر في استخدام المعجون والصلصال.

## النمو المعرفي
يصبح الطفل أكثر مهارة في التفكير فبدخولة هذه المرحلة بنتقل الطفل نقلة أساسية من حيث النمو اللغوي فيكتسب مهارات متزايده في اللغة ويكون باستطاعته استخدام الرموز، كما ان اطفال هذه المرحلة يتشوقون لطرح الأسئلة فهم يريدون معرفة كل شي فمثلاً عند رؤية قارب يبدأ الطفل بسؤال لماذا يطفو هذا القارب؟.

## الصورة الذهنية
الصورة الذهنية أشبه بصورة كاملة للشكل التصوري العام فمثلاً عند سؤال طفل هل للقطة آذان؟ يستحضر صورة ذهنية للقطة ليستطيع الإجابة على هذا السؤال، فطفل هذه المرحلة قادر على الاحتفاظ بالصور الذهنية واسترجاعها عند الحاجة لها.

## الرموز
يتعامل الطفل مع الاشياء باعتبارها رموز فمثلا عندما نلاحظ ان طفلة تتعامل مع دميتها على أنها ابنتها وتقوم بإطعامها فهي هنا تمارس نشاط تخيلاً رمزيا، ومثلا عندما يستخدم بعض الأطفال العصا على أنها حصان فهو هنا ايضاً يمارس نشاط تخيلا رمزياً.

## ما قبل المفاهيم

### الإحيائية
يفسر الطفل كل شي وفق نظرته الخاصة ويتعامل مع الاشياء الجامدة على أنها حية فمن وجهة نظر الطفل أنه ما دام انه حي فكل شي يراه حياً.
وقد أورد بياجية المحادثة التاليه:
""بياجية: هل تتحرك الشمس ؟
الطفل: نعم.عندما يسير الواحد منا فإن الشمس تتبعه وعندما يدور تدور معه ألا تتبعك أنت أيضاً؟
بياجيه: لماذا تتحرك الشمس؟
الطفل عندما يمشي أحد تذهب هي أيضا
بياجيه: لماذا تذهب؟
الطفل لكي تسمع ما نقول
بباجيه: هل هي حية؟
الطفل: طبعا والا لما تتبعنا ولما أنارت؟""

#### التمركز حول الذات
يتحدث الطفل بدون أن يعنية أن هنالك أحد يستمع له، واحياناً يتحدث مع نفسه ويعرف باسم (مونولوج) كما ان طفل ينظر إلى أي مشكلة تواجة من وجهة نظرة الخاصة لا من ووجهة نظر الآخرين.

## النمو اللغوي
يزداد مخزون الطفل للمفردات في مرحلة ما قبل المدرسة، فطفل ذو أربع سنوات لدية مخزون من الكلمات ما يقارب 1500 كلمة، أما طفل الخمس سنوات فمخزونة من الكلمات 2000 كلمة تقريبا، كما أنه يصبح أكثر أتقان لأستخدام التراكيب اللغوية فيصبح قادر على الاستقبال (الفهم)والتعبير
(الإنتاج)، ويستطيع التعرف على الكثير من الأحرف الهجائية